# Magyarország himnusza

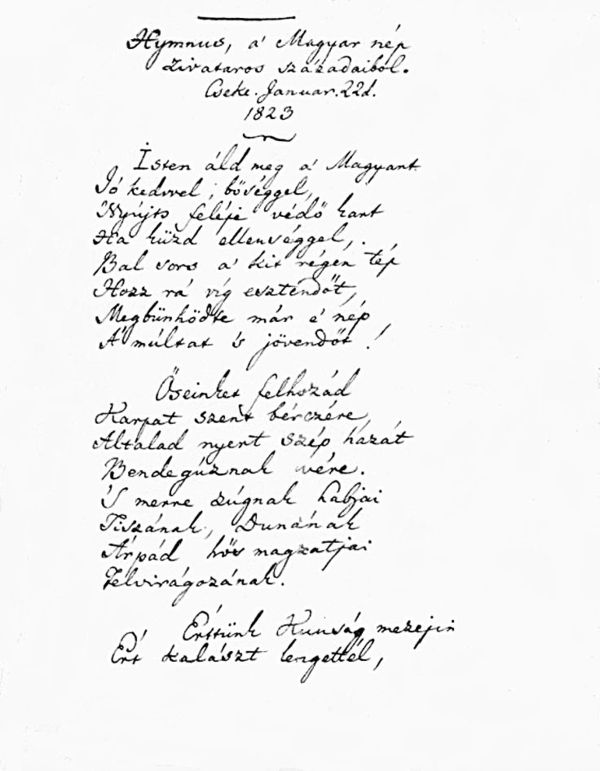
A költemény kéziratának első oldala

A Hymnus, a’ Magyar nép zivataros századaiból (röviden, mai helyesírással Himnusz) Kölcsey Ferenc költeménye, amely Magyarország alaptörvénybe iktatott állami himnusza. A „Hymnus” a költő legnagyobb hatású verse, 1823-ban, a nemzeti ébredés hajnalán írta szatmárcsekei magányában. Először Kisfaludy Károly Aurora című almanachjában jelent meg, kötetben pedig 1832-ben. A költemény a romantika ismertetőjegyeit hordozza magán és felépítését tekintve keretes szerkezetű.
A magyarságnak a 19. századig nem volt önálló nemzeti himnusza, mind a katolikusoknak, mind a reformátusoknak saját néphimnuszuk volt. Kölcsey mintegy 30 nyelvre lefordított
 és Erkel Ferenc által 1844-ben megzenésített, össznemzeti imádsággá váló műve, több próbálkozás után végül 1989-ben került jogszabályi védelem alá, hiszen ekkor lett az Alkotmány szövegének része.
A Himnusz szövegét a költő január 22-én tisztázta le, ez a nap egyben a magyar kultúra napja is. Magyarország 2012. január 1-jén életbe lépett Alaptörvényének preambuluma a Himnusz modernizált első sorával kezdődik: „Isten, áldd meg a magyart!”

## A nemzeti himnusz története
Kölcsey műve előtt a katolikus magyarság néphimnusza a Boldogasszony Anyánk és az Ah, hol vagy, magyarok tündöklő csillaga kezdetű ének, míg a református magyarságé a Tebenned bíztunk, elejétől fogva (90. zsoltár) volt. Népszerű volt a – hatóságok által többször betiltott – úgynevezett Rákóczi-nóta is. Ez utóbbit Hector Berlioz és Liszt Ferenc is megzenésítette. A 19. század elején ugyanis hivatalos alkalmakkor Magyarországon az osztrák császári himnuszt játszották, de mellette mint a magyarság kifejezője gyakran felhangzott a Rákóczi-nóta vagy más néven a Rákóczi-induló is. A császári himnuszt Bulyovszky Gyula, a korábbi márciusi ifjak egyike 1854 tavaszán álnéven magyarra fordította, de így sem lett néphimnusz a magyarok körében, a közvélemény nagy része számára elfogadhatatlan maradt. Ennek egyik oka volt, hogy a megtorló kivégzéseket, mint az aradi vértanúkét is, a császári himnusszal fejezték be.
A magyar himnusz szövegét Kölcsey Ferenc, a reformkor nagy költője 1823-ban írta. 1829-ben Kisfaludy Károly Aurora című almanachjában jelent meg először (267. o.), a kéziraton még szereplő „a Magyar nép zivataros századaiból” alcím nélkül. Kölcsey munkáinak 1832-ben kiadott első kötetében a szerző által adott alcímmel jelent meg. „Kölcsey Hymnus-a olyan állapotot diagnosztizál, amely már túl van a bűnök-büntetések idején, és a megérdemelt kegyelem beköszöntének ígéretét hordozza.” Kulin Ferenc irodalomtörténész szerint a Himnusszal Kölcsey addigi lírikusi fejlődésének csúcsára jutott.
A Himnusz zenéjét Erkel Ferenc zeneszerző és karmester szerezte 1844-ben, amikor a Kölcsey versének megzenésítésére kiírt pályázaton az „Itt az írás forgassátok,/ Érett ésszel, józanon. Kölcsey” jeligéjű pályázatával első díjat nyert, a többek közt Vörösmarty Mihály és Szigligeti Ede által fémjelzett zsűri döntésének köszönhetően. A nyertes pályaművet először a pesti Nemzeti Színházban mutatta be 1844. július 2-án és július 9-én. Első nyilvános, szabadtéri előadása az Óbudai Hajógyárban 1844. augusztus 10-én történt, a Széchenyi nevét viselő gőzhajó avatásán. A Himnusz nyolc szakaszból áll, de hivatalos alkalmakkor csak az első szakaszt játsszák, illetve éneklik.
A Himnuszt a magyarok közmegegyezése tette nemzeti imádsággá, azonban sokáig nem vált hivatalossá. Tulajdonképpen csak a Magyar Köztársaság alkotmányába 1989-ben bekerülve vált azzá.
A kiegyezési tárgyalások kezdetekor, 1865. december 14-én mikor Ferenc József Pesten megnyitotta az országgyűlést, egyfajta gesztusként a Himnusz hangjaira vonult be. Amikor 1903. március 15-én Ferenc József a pécsi kadétiskolába látogatott, a katonazenekar a rend szerint a császári himnuszt kezdte játszani, azonban a fogadására összegyűlt tömeg a zenekar hangjait a Himnusz hangos éneklésével nyomta el.

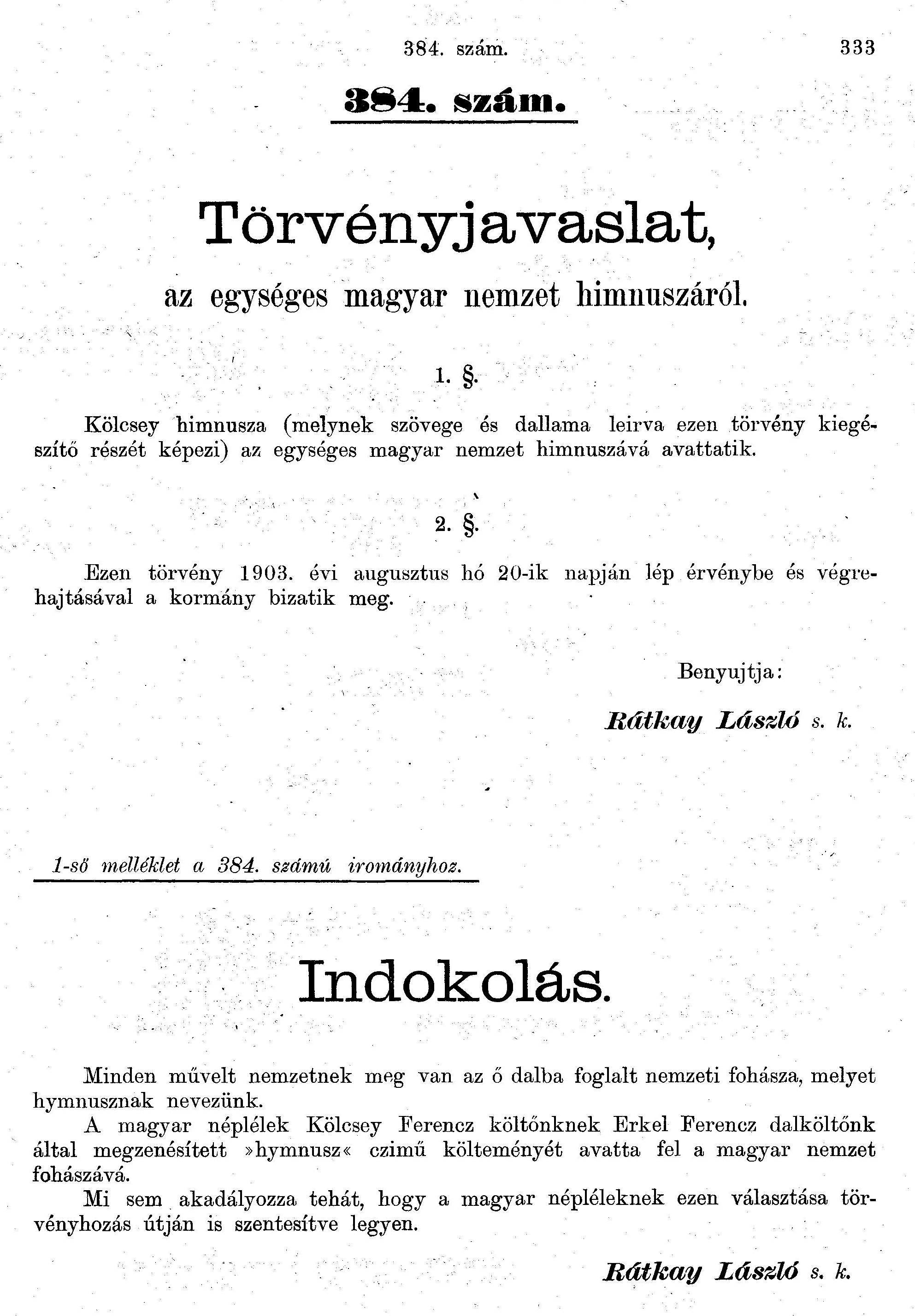
Rátkay László ellenzéki képviselő 384. számú irománya, 1903. április 23.

A magyar parlamentben a himnusz kérdése először 1901-ben vetődött fel, amikor Rátkay László interpellációjában tiltakozott amiatt, hogy „egy magyar nemzeti ünnepélyen miért zendűl meg elsőnek az osztrák néphimnusz. Nem volt itt az osztrák császár; és ha még itt is lett volna az osztrák császár: mivel egyúttal magyar király is, ott van a magyar hymnusz, üdvözöljük azzal.”
Rátkay 1903. április 23-án két paragrafusból álló törvényjavaslatot nyújtott be „az egységes magyar nemzet himnuszáról” (384. sz. iromány, lásd a képen), mellékelve a Kölcsey Ferenc által írt verset és Erkel Ferenc kottáját is, amelyet az Országgyűlés elfogadott, azonban I. Ferenc József magyar király nem szentesítette, így az nem léphetett hatályba. 1916. december 30-án a magyar  koronázások történetében először (és utoljára) IV. Károly magyar király nem az osztrák, hanem a magyar Himnusz hangjaira vonult be a Mátyás-templomba.
A hivatalos nemzeti himnusszá válását csak a magyar alkotmány 1989-es módosítása hozta meg, melynek 75. §-a kimondta, hogy 
A Magyar Köztársaság himnusza Kölcsey Ferenc Himnusz című költeménye Erkel Ferenc zenéjével.
 A 2011-es Alaptörvénybe ez a paragrafus az Alapvetés i) cikkébe került változatlanul. 
 
A Himnuszhoz kötődik a magyar kultúra napja emlékünnepe, melyet január 22-én tartanak. A megemlékezést 1985-ben Fasang Árpád zongoraművész javasolta, mert 1823-ban ezen a napon tisztázta le Kölcsey Ferenc a Himnusz kéziratát. Megünneplésére a Hazafias Népfront Országos Tanácsa 1988. december végi ülésén tett felhívást és 1989 januárjában ők szervezték meg az első évfordulós rendezvénysorozatot. Az ünnep alkalmából a világban megemlékezéseket tartanak és többek között ekkor adják át a Márai Sándor-díjat.
1945 után a szocialista országokban volt egy törekvés, hogy szovjet-típusúra cseréljék a nemzeti himnuszokat. Magyarországon is próbálkoztak ezzel, Rákosi Mátyás pártfőtitkár Illyés Gyulát és Kodály Zoltánt buzdította egy másik, „szocialista” himnusz megalkotásával, amely szerinte a címerhez hasonlóan, változtatásra szorult. Mindketten elhárították, az anekdota szerint azzal hárították el a felkérést: „jó a régi himnusz, nem kell új”, „meg van az már írva, ahhoz sem hozzátenni, sem abból elvenni nem lehet”. A kérdés lekerült a napirendről, nem tudni miért hagytak fel a „régi” Himnusz lecserélésével, igaz az 50-es évek első felében csupán hangszeresen, szöveg nélkül hangozhatott el.
A Himnusz éneklését nehezíti a szöveg és a zene illeszkedésének (prozódia) problematikája, mert míg a páratlan sorok hét, a páros sorok hat szótagból állnak (pl. „Bal sors akit régen tép, / Hozz rá víg esztendőt”), ugyanakkor valamennyi sor hét dallamhangot tartalmaz. Erkel szünetek hozzáadásával és egyes szótagok megismétlésével Kölcsey 7-6 szótagszámú versét 8-8-ra egyenesítette ki, és úgy hidalja át, hogy a páros soroknak általában az ötödik szótagját hajlítja, de a hatodik sornál az első szótagot (hozz) hajlítja („ho-ozz rá víg esztendőt”). (Ez szerepel Erkel eredeti kéziratában és a Dohnányi-féle hivatalos partitúrában is.) Történelmi érdekesség, hogy Hóman Bálint vallás- és közoktatásügyi miniszter 1939. június 2-án kelt, a „Himnusz” egyöntetű előadásáról szóló 15.151/1939. számú rendeletében ezzel szemben úgy rendelkezik, hogy „a könnyebb énekelhetőség kedvéért” az eredeti szöveg helyett „hozz reá víg esztendőt” énekelendő a vers „hozz rá” szövege helyett. Ez a rendelet természetesen ma már érvényét vesztette[forrás?], de ennek ellenére ma is két változat él a hajlítás megoldására, az eredeti „ho-ozz rá” mellett él ez utóbbi, egyszerűbb változat is.
A Himnusszal szembeni leggyakoribb kritika, hogy túl komor, kevéssé ösztönöz cselekvésre. Ennek egyik oka, hogy a Himnusz előadásának tempóját az 1920-as években, a világháborús vereséget és a trianoni békediktátumot követően nagymértékben lelassították. Eötvös Károly Pesti Hírlapban megjelent tárcájában is kifogásolta a zenéjét: „zsoltáros jellegű, sehogy se lelkesítő s nem is magyar”, és „van némi visszarémlés Haydn Gotterhalte zenéjére”.
Az 1930-40-es évek híradófelvételein viszont a Himnuszt még sokkal gyorsabb, indulószerű ritmusban játszották. Végül 2013-ban a MOB felkérésére készült egy gyorsabb tempójú változat, de ez még így is elmarad a korábbitól.
Kölcsey Ferenc költeményének kéziratát az Országos Széchényi Könyvtárban őrzik. Az ott elhelyezett sokmilliós gyűjteményében alig kétszáz olyan okmány található, ami nem a könyvtár tulajdonában van és ezek közé tartozik a Himnusz kézirata is. A felbecsülhetetlen értékű verskézirat a költő halála után a család tulajdonában maradt. A háborús zűrzavartól mentve letétként 1944 nyarán helyezték el a könyvtárban. Az örökösök 2017-ben megújították az ehhez kapcsolódó letéti szerződést és ez alapján továbbra is immáron határozatlan ideig a nemzet könyvtárában maradhat és az egyezség szerint évente egyszer a magyar kultúra napján a közönség számára is láthatóvá teszik.

## A vers szerkezete
A költemény műfaja óda, azon belül himnusz. A műben a 19. század elején kibontakozó szellemi áramlat, a romantika ismertetőjegyei figyelhetőek meg. Felépítését tekintve keretes szerkezetű, ugyanis az utolsó versszak némi változtatással, de megismétli az első versszakot. A vers keretét adó első és utolsó versszak – a könyörgés – imát, fohászt tartalmaz. Az általuk közrefogott versszakok a múltat és jelent állítják szembe egymással. A 2–3. versszak a múlt dicső pillanatait emeli ki: a honfoglalást, a gazdasági virágzást és Mátyás király győzelmeit. A következő versszakok a múlt szenvedéseiről szólnak: a tatárjárásról, a törökök támadásairól, a belső széthúzásokról, a testvérharcokról. A 6–7. versszakban a múlt képei összemosódnak a jelennel. Kifejező erejüket az ellentétek fokozzák. A mű végén bűneink felsorolása után ismét elhangzik a fohász, de a hangsúly áthelyeződik: a költő már csak szánalomért könyörög.

## A Himnusz megzenésítése
- 1823. január 22.: Kölcsey megírja a Hymnus, a magyar nép zivataros századaiból című költeményét.
- 1844. február 29.: Bartay Endre, a Nemzeti Színház igazgatója pályázatot hirdet a Hymnus megzenésítésére.
- 1844. április–május: Erkel Ferenc benyújtja pályaművét.
- 1844. június 15.: A bizottság elbírálja a 13 benyújtott pályaművet.
- 1938: Dohnányi Ernő átdolgozza a művet, ezzel elnyeri a ma ismert formáját.
- 2013: A MOB felkérésére a MÁV Szimfonikus Zenekar elkészítette a Himnusz 90 másodperces zenekari változatát, mely egyrészt közelebb áll Erkel eredeti művéhez, másrészt megfelel a Nemzetközi Olimpiai Bizottság ide vonatkozó szabályainak. Az új változat először a 2016. évi nyári olimpiai játékok során hangzott fel.[36]

Erkel Ferenc Hymnusát annak 1844-es keletkezése óta többen átdolgozták, a műből sokféle átirat született. A nemzetközi standard elvárásainak megfelelően ez egy énekszólam nélküli zenekari előadás másfél percben, a közösségi éneklésre is alkalmas B-dúr hangnemben. Különlegessége továbbá a zeneszerző által a kotta külön sorában jelzett, ám korábbi hangzó anyagokban még sosem hallott „Harangs(z)ó”; ez egyértelmű utalás az idén éppen 560 esztendeje történt fényes nándorfehérvári diadalra, amellyel egyidejűleg III. Callixtus pápa Európa-szerte elrendelte a déli harangszót

### Érdekesség
Liszt Ferenc a kiegyezés után Egressy Béni (Szózat) és Erkel Ferenc zeneileg különböző dallamainak polifonikus egyesítéséből írta a Szózat és Magyar Himnusz Fantázia című művét 1872-1873-ban. 1873. március 19-én a Pesti Vigadóban mutatta be, amelyet maga vezényelt. A mű partitúráját a Rózsavölgyi kiadta Szózat und Hymnus, zwei vaterlandische Dichtungen von Vörösmarty und Kölcsey, componirt von Egressy Béni und Franz Erkel címmel. (A művet Liszt gróf Andrássy Gyulának ajánlotta.)

## A Himnusz nemzetközi megítélése
A magyar Himnusz megzenésített változatának felvétele 2 és fél perc hosszú volt, ez azonban nem felelt meg a Nemzetközi Olimpiai Bizottságnak. Ezért a díjátadó eseményekhez használt magyar Himnuszt lerövidítették, felgyorsították, és leszállították a hangnemét. Az Erkel-korabeli verbunkos ritmizálást idéző „gyorsítással” sikerült a NOB lausanne-i archívuma számára másfél percen belüli felvételt készíteni. A NOB iránymutatásai szerint a nemzeti himnuszoknak 60 és 90 másodperc közötti időtartamúaknak kell lenniük, mert akkor szorosan illeszkedik az olimpiai díjátadó eseményeken az aranyérmes sportoló nemzeti himnuszának eljátszása az éremszerzők nemzeti zászlóinak felhúzásához szükséges időkerethez. A MÁV Szimfonikusok előadásában, a NOB lausanne-i archívumában is elhelyezték a felvételt, amelyen megszólal az Erkel Ferenc által a kottában jelzett harangszó is.
Sok magyarul nem értő és a magyar történelmet kevésbé ismerő, nagyon szomorúnak érzi a magyar nemzeti Himnusz dallamát a többi nemzeti himnusszal összevetve. A kívülálló szemlélőknek a legtöbb ország himnusza ugyanis pergőbbnek, diadalmasabbnak és talán harciasabbnak tűnhet. A magyar himnusz viszont ennek több szempontból is az ellentéte, műfaja szerint is valódi ima, fohász, így teljesen másként hat.

## A Himnusz eredeti szövege (korabeli helyesírással)
| | |
| İsten áld meg a’ Magyart Jó kedvvel, bőséggel, Nyújts feléje védő kart, Ha küzd ellenséggel,. Bal sors a’ kit régen tép, Hozz rá víg esztendőt, Megbünhödte már e’ nép A’ múltat ’s jövendőt! | Hányszor zengett ajkain Ozman vad népének Verthadunk csonthalmain Győzedelmi ének? Hányszor támadt tennfiad Szép hazám kebledre, ’S lettél magzatod miatt, Magzatod hamvedre?                |
| Őseinket felhozád Karpat szent bérczére, Általad nyert szép hazát Bendegúznak vére. ’S merre zúgnak habjai Tiszának, Dunának, Árpád hős magzatjai Felvirágozának.                             | Bújt az üldözött ’s felé Kard nyúl barlangjában, Szerte nézett ’s nem lelé Honját a' hazában. Bérczre hág és völgybe száll, Bú ’s kétség mellette, Vérözön lábainál, ’S lángtenger felette.  |
| Érttünk Kunság mezejin Ért kalászt lengettél, Tokaj szőlőveszszejin Nektárt csepegtettél. Zászlónk gyakran plántálád Vad Török sánczára, ’S nyögte Mátyás bús hadát Bécsnek büszke vára.      | Vár állott, most kőhalom, Kedv ’s öröm röpkedtek, Halálhörgés, siralom Zajlik már helyettek. ’S ah, szabadság nem virúl A’ holtnak véréböl, Kinzó rabság könynye húll Árvánk hő szeméböl!    |
| Hajh, de bűneink miatt Gyúlt harag kebledben, ’S elsújtád villámidat Dörgő fellegedben, Most rabló Mongol nyilát Zúgattad felettünk, Majd Töröktől rabigát Vállainkra vettünk.                | Szánd meg İsten a’ Magyart Kit vészek hányának, Nyújts feléje védő kart Tengerén kinjának. Bal sors a’ kit régen tép, Hozz rá víg esztendőt, Megbünhödtte már e’ nép A’ múltat ’s jövendőt.! |

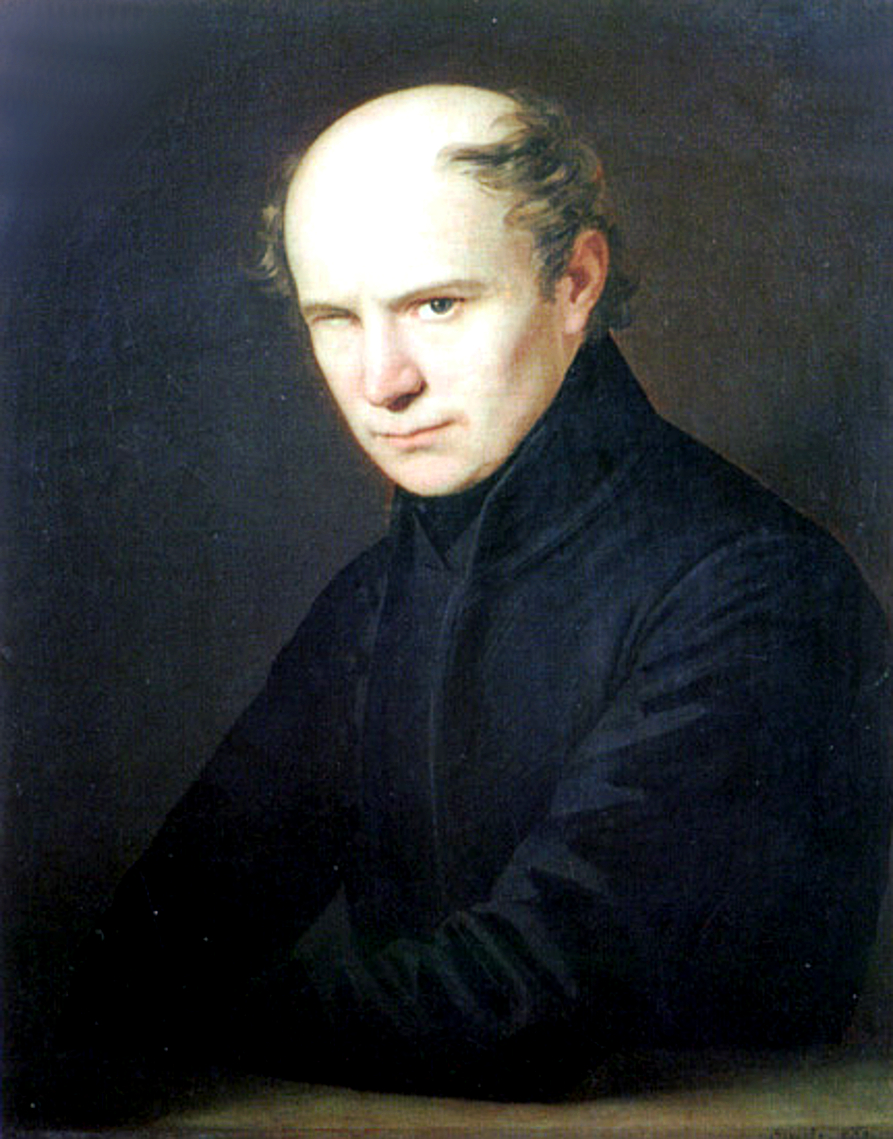
A költő, Kölcsey Ferenc portréja
(Anton Einsle olajfestménye)

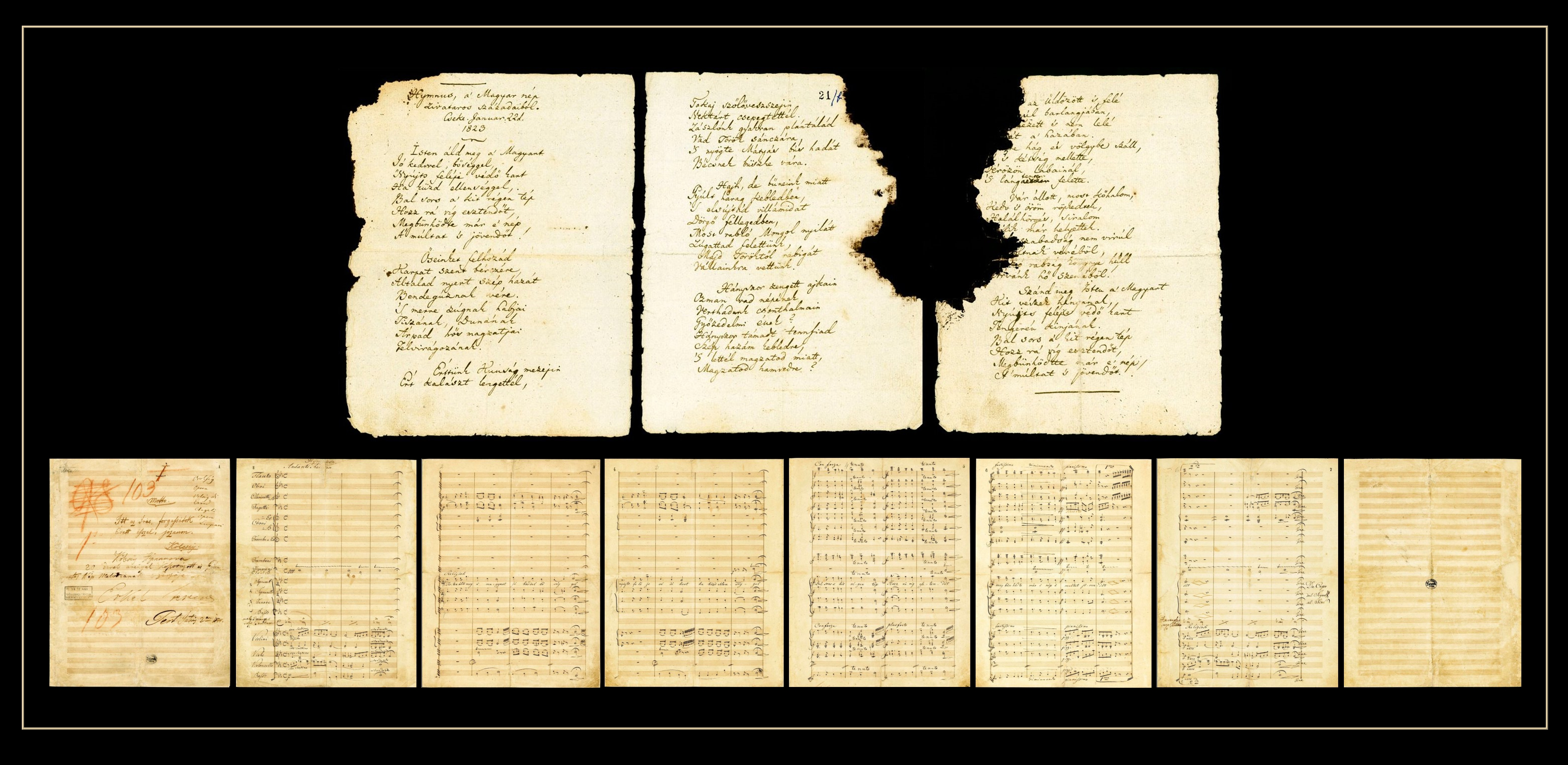
A Himnusz teljes kézirata és kottája

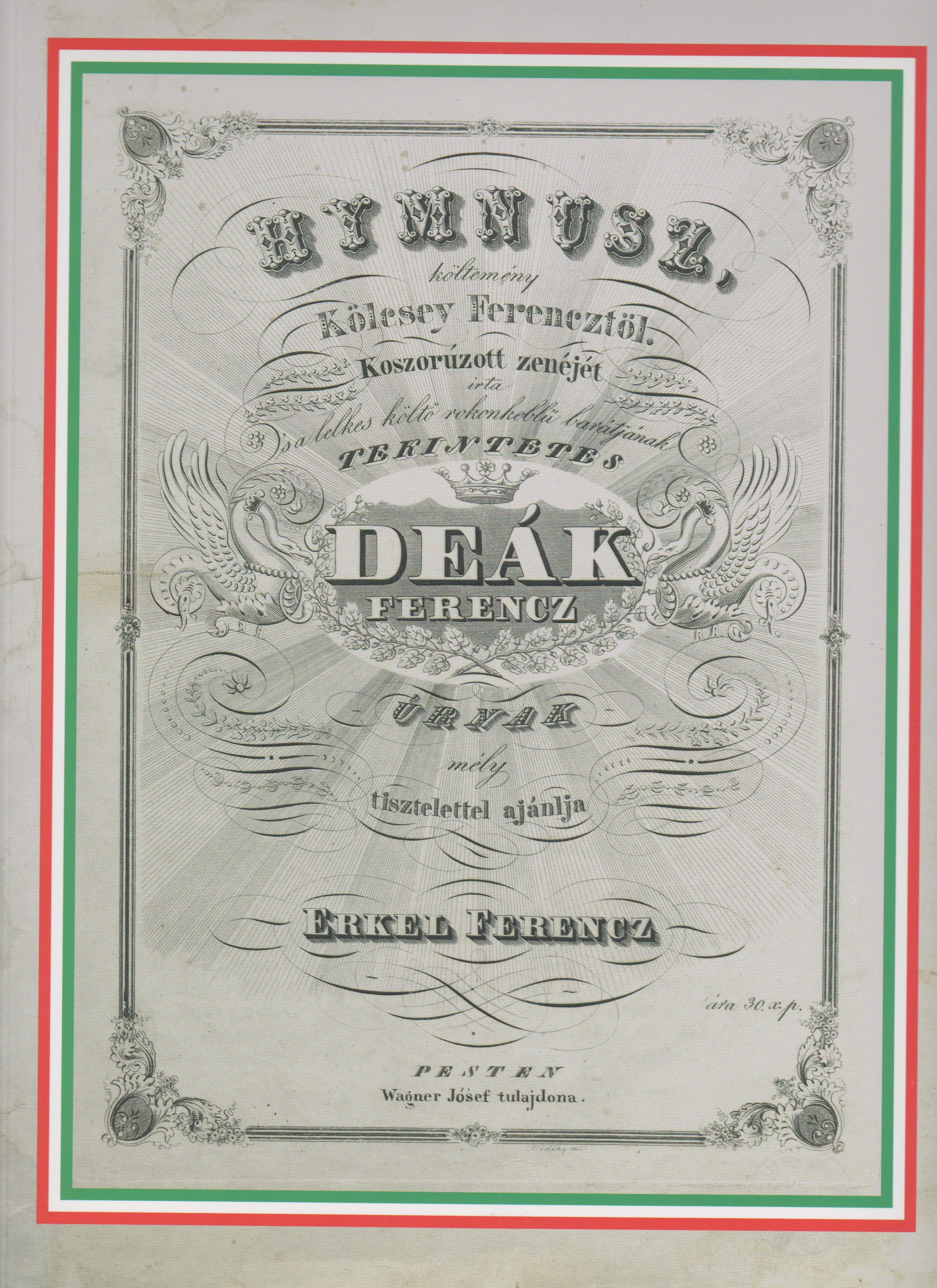
Erkel Ferenc műve 1844-es első kiadásának címlapja

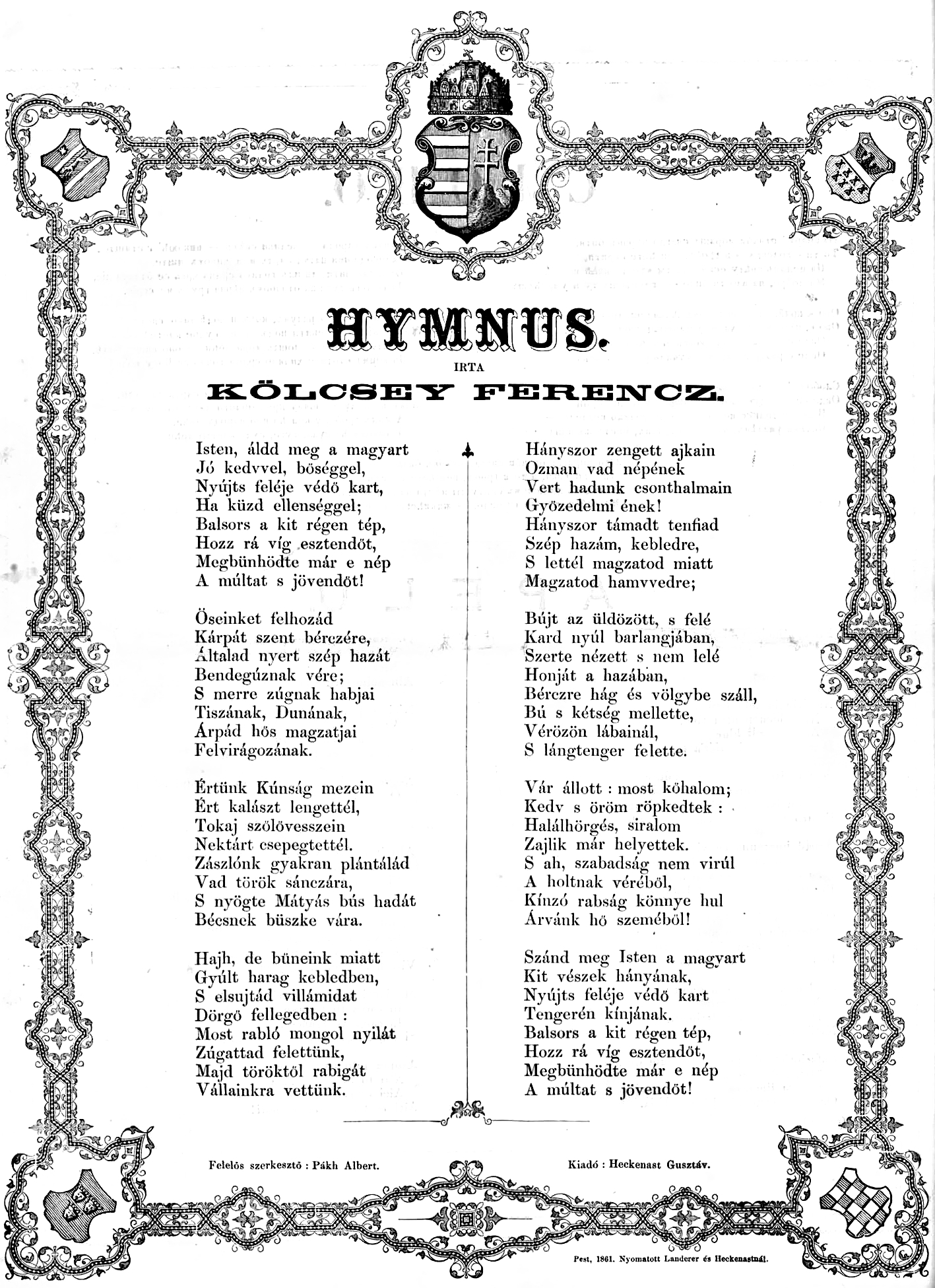
Kölcsey Ferenc Hymnus című költeménye a Vasárnapi Ujságban 1861-ben

(Megjegyzés: dőlt betűvel megjelenítve: az eredeti kézirat sérülése miatt hiányzó szövegrészek)

## A Himnusz jelenlegi szövege
| | |
| Isten, áldd meg a magyart Jó kedvvel, bőséggel, Nyújts feléje védő kart, Ha küzd ellenséggel; Bal sors akit régen tép, Hozz rá víg esztendőt, Megbünhödte már e nép A multat s jövendőt! | Hányszor zengett ajkain Ozman vad népének Vert hadunk csonthalmain Győzedelmi ének! Hányszor támadt tenfiad Szép hazám kebledre, S lettél magzatod miatt Magzatod hamvvedre!          |
| Őseinket felhozád Kárpát szent bércére, Általad nyert szép hazát Bendegúznak vére. S merre zúgnak habjai Tiszának, Dunának, Árpád hős magzatjai Felvirágozának.                          | Bújt az üldözött s felé Kard nyúl barlangjában, Szerte nézett s nem lelé Honját a hazában, Bércre hág és völgybe száll, Bú s kétség mellette, Vérözön lábainál, S lángtenger felette. |
| Értünk Kunság mezein Ért kalászt lengettél, Tokaj szőlővesszein Nektárt csepegtettél. Zászlónk gyakran plántálád Vad török sáncára, S nyögte Mátyás bús hadát Bécsnek büszke vára.       | Vár állott, most kőhalom, Kedv s öröm röpkedtek, Halálhörgés, siralom Zajlik már helyettek. S ah, szabadság nem virúl A holtnak véréből, Kínzó rabság könnye hull Árvánk hő szeméből! |
| Hajh, de bűneink miatt Gyúlt harag kebledben, S elsújtád villámidat Dörgő fellegedben, Most rabló mongol nyilát Zúgattad felettünk, Majd töröktől rabigát Vállainkra vettünk.            | Szánd meg Isten a magyart Kit vészek hányának, Nyújts feléje védő kart Tengerén kínjának. Bal sors akit régen tép, Hozz rá víg esztendőt, Megbünhödte már e nép A multat s jövendőt!  |

Cseke, 1823. január 22.

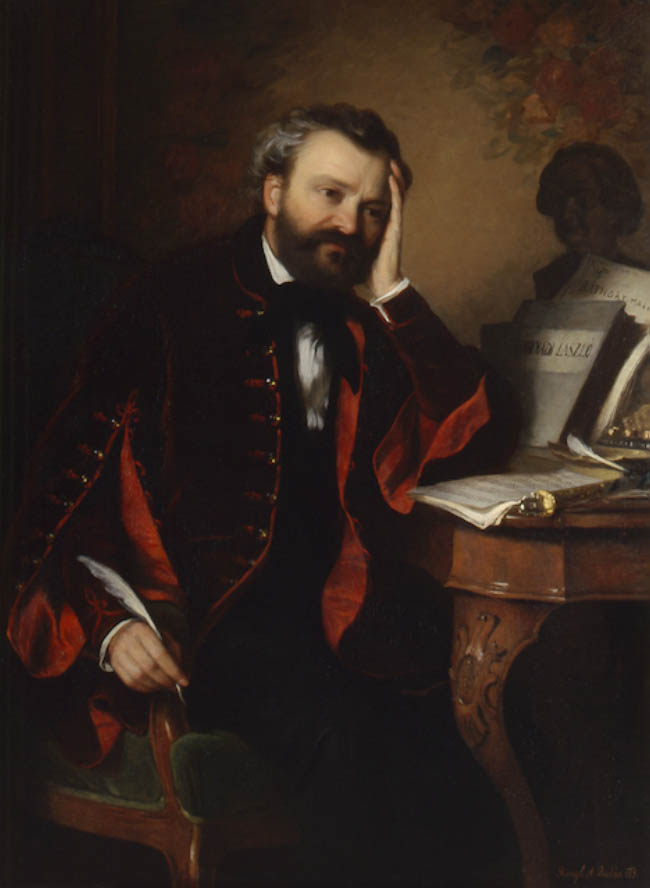
A zeneszerző, Erkel Ferenc portréja
(Györgyi Giergl Alajos festménye)

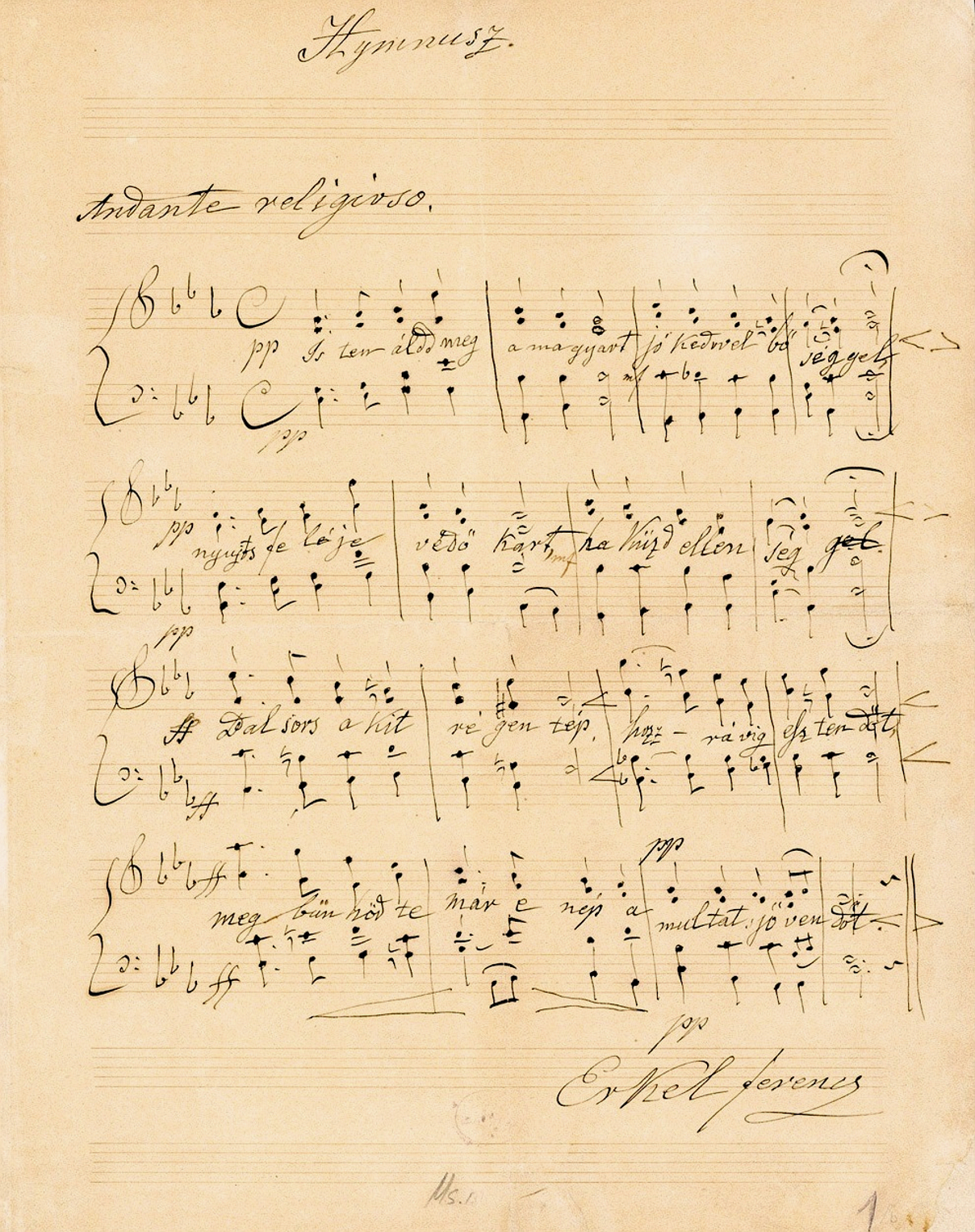
A Himnusz kottájának eredeti kézirata

(Megjegyzés: A hivatkozott forrásban „S lángtenger fölette” szerepel ö betűvel, az eredetiben viszont e-vel, ezért itt is inkább így szerepel.)

## A himnusz megjelenései
- A jelenlegi magyar útlevelekben kétféleképpen is megjelenik a himnusz: a műanyag adatlapon dombornyomással látható a kézirat szövegének részlete, az útlevél lapjain pedig UV-fény alatt látszanak a zenemű kottái.[55]
- Magyarország Olimpiai és Sport Himnusza: A Nemzetközi Olimpiai Bizottság előírásaival összhangban a Magyar Olimpiai Bizottság felkérésére a MÁV Szimfonikus Zenekara az eredeti mű alapján elkészítette Magyarország Himnuszának közösségi éneklésre is alkalmas, B-dúr hangnemű, 90 másodperces zenekari változatát.[56]

### A Himnusz szoborba öntése
2006. május 7-én avatták fel Budakeszin a Himnusz szobrát. V. Majzik Mária kilenc méter hosszú, négy és fél méter magas alkotása egy kör sugarai mentén jeleníti meg a vers sorait, melynek közepén egy kétméteres, bronzból készült Isten-alak látható, alatta a "Himnusz" szó rovásírással olvasható. A szobor hét ívből álló szerkezetében hétszer három bronzharang szólaltatja meg az ünnepeken Erkel Ferenc művét.

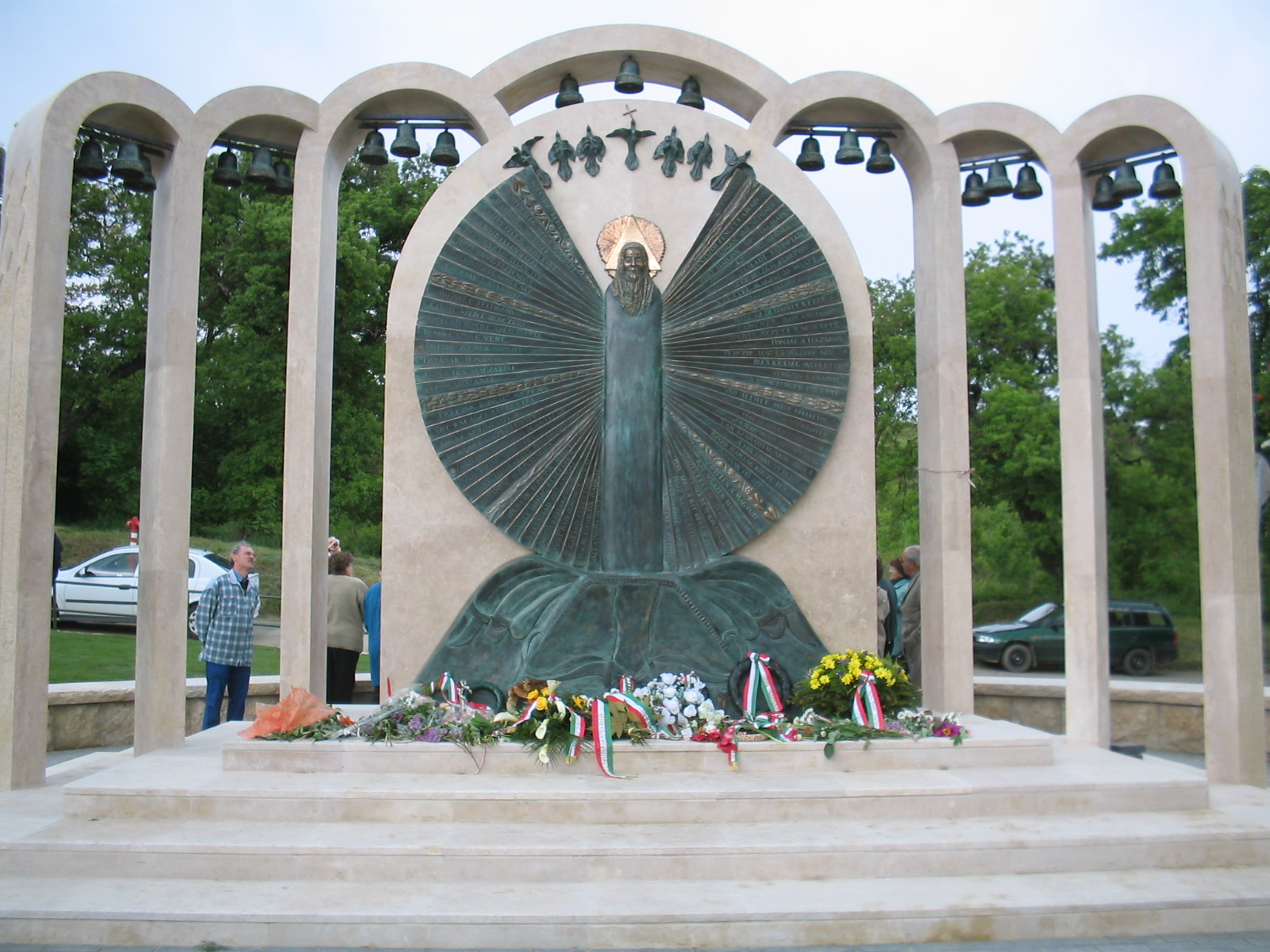
Budakeszin álló emlékmű A Himnusz szobra elölről
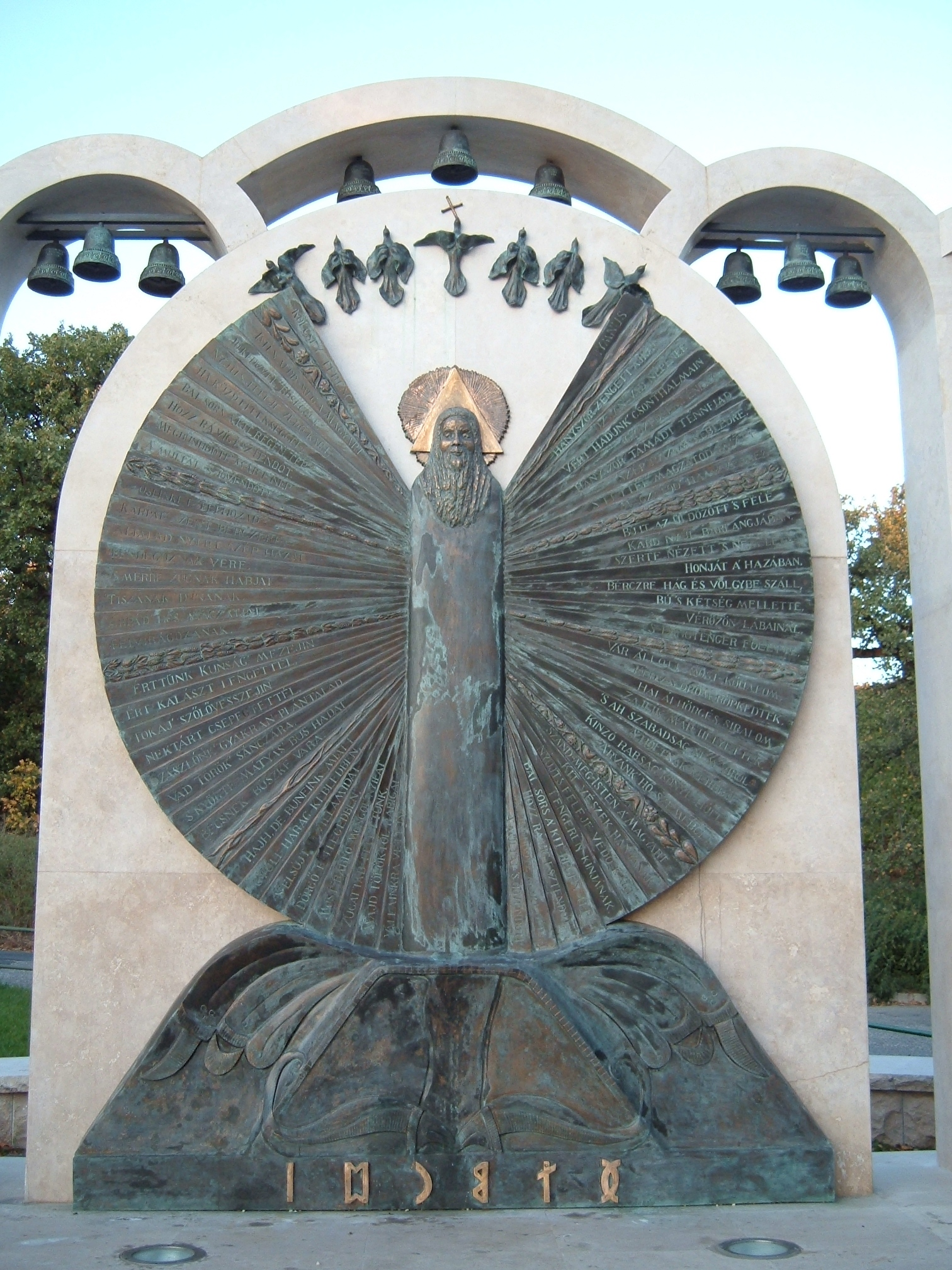
A Himnusz-szobor közeli képen
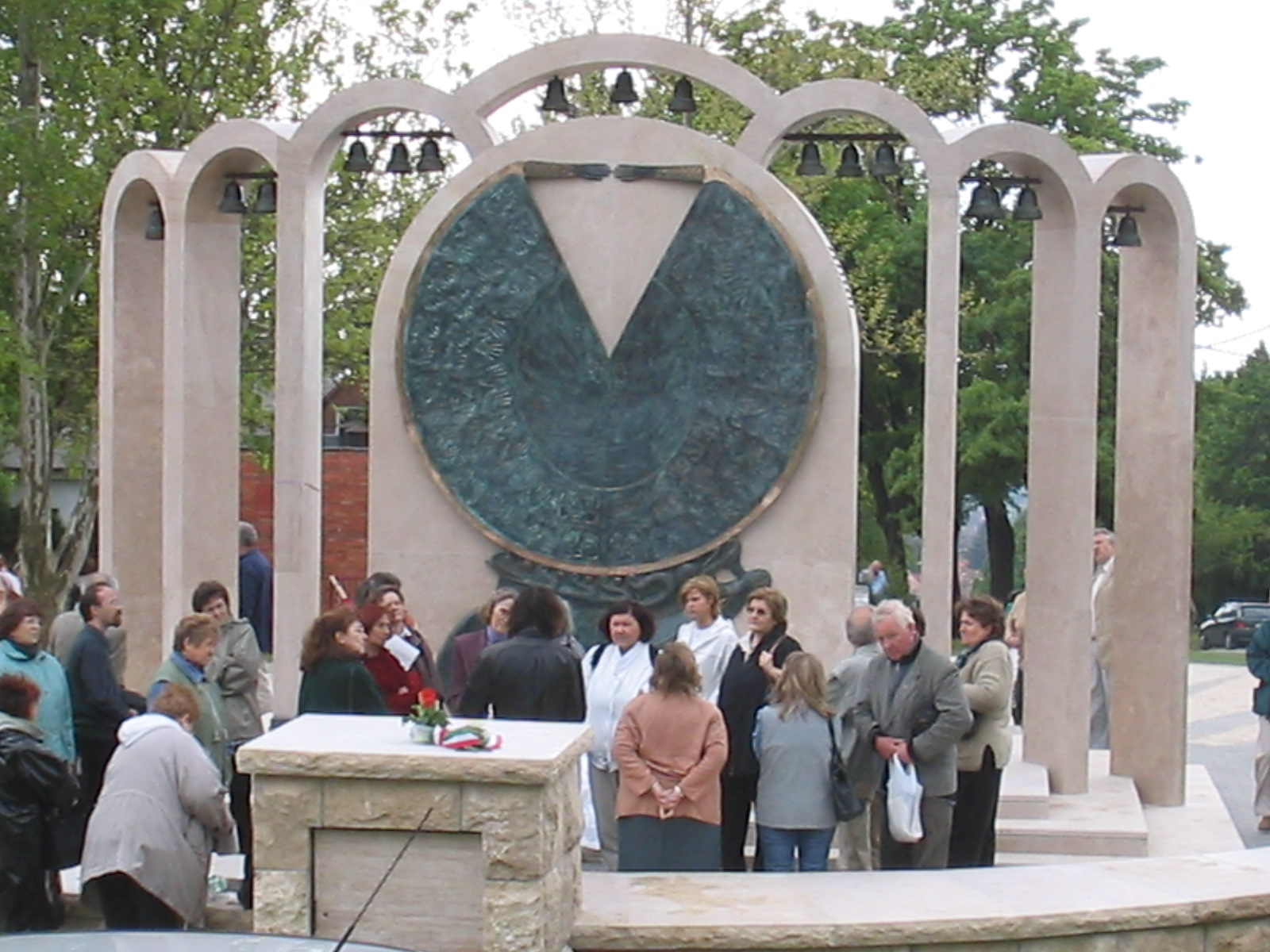
… és hátulról

### Filatélia
A Magyar Posta 1998-ban 175 éves a Himnusz címen 75 forint névértékű bélyeget bocsátott ki. A bélyegen a Himnusz szó és a mű kéziratának részlete látható.

### Numizmatika
Magyarországon Himnusz-emlékérmek is kerültek kiadásra több változatban is. Ilyen a 2021-ben 3000 darabos példányszámban kibocsátott 8 milliméter átmérőjű és 1,2 gramm tömegű, 24 karátos aranyból készült, valamint a színarannyal bevont érem Kölcsey művének 200. jubileumára kiadott emlékérmek.

## Diszkográfia
- Hymnus – Szózat, Hungaroton HCD 19133 (többek közt tartalmazza a Kölcsey-verset két előadásban – Bessenyei Ferenc, Gábor Miklós – és az Erkel-megzenésítést szimfonikus és fúvószenekari, a cappella és zenekarral kísért kórusos változatban: a Magyar Rádió és a Honvédség együttesei Ferencsik János vezényletével)
- Hymnus Szent Alberik Kórus SACD 001 (tartalmazza a Kölcsey-verset Mécs Károly előadásában, az Erkel-megzenésítést B-dúrban és Esz-dúrban, az 1844-es pályázat öt jeligés darabját [Budai Ciszterci Szt. Alberik Kórus, MÁV Szimfonikus Zenekar, Somogyváry Ákos])
- A Kölcsey-vers további előadókkal: Hungaroton HCD 14275 és HCD 14300
- A Hymnus és a Szózat tizenhét nyelven, audio CD, Petőfi Irodalmi Múzeum, Bp., 2004[63]

### A Himnuszhoz kapcsolódó szerzői adatok
Az ISWC a következő szerzőket említi Erkel Ferenc nevéhez kötve
- Heinz Ahrens T-802.348.825-8 Nationalhymne von Ungarn
- Steve Summer, Pete Winter, Mark Bender T-802.365.626-1 Nationalhymne von Ungarn
- Sebők Ferenc Öcön T-900.717.509-9 Hymne Hungrois
- Peter Breiner T-071.460.294-4 National Anthem of Hungary
- Eric Banks T-910.272.263-4 Hungary National Anthem
- Roland Kreig T-803.011.281-4 Hymnusz
- T-930.562.680-6 Hino Nacional Hungria
- T-930.562.976-9 Hino da Hungria (Jean Rousselot)
- T-932.416.129-7 Hino Nacional da Hungria (Paulo Rónay)
- T-301.237.835-3 Himnusz
- Kölcsey Ferenc, Babics Winter Marcella T-301.729.982-6 Himnusz
- Heinz Detersen, Willy Schuetz-Erb, Norbert Studnitzky T-305.144.131-3 Ungarn Hymne